# Associazione Calcio Riunite Messina 1990-1991
Questa voce raccoglie le informazioni riguardanti l'Associazioni Calcio Riunite Messina nelle competizioni ufficiali della stagione di  Serie B 1990-1991.

## Stagione
Nella stagione 1990-1991 il Messina disputa il campionato cadetto e con 37 punti ottiene il dodicesimo posto in classifica, frutto di un ottimo girone di andata (22 punti) e di un pessimo girone di ritorno (15 punti). 
Dopo lo scampato pericolo della passata stagione, la squadra viene puntellata con gente di esperienza e di categoria, quasi tutti con trascorsi da titolari in Serie A, come Beniamino Abate, De Trizio, Miranda, Schiavi, Bonomi, Muro e Traini. Come allenatore viene ingaggiato  Giuseppe Materazzi, reduce da tre campionati in massima serie, di cui gli ultimi due alla Lazio. Il Messina disputa un sontuoso girone di andata: occupa la prima posizione in classifica per ben 6 giornate consecutive (dalla 9a alla 14a) di cui 4 in posizione solitaria, dopo accusa un leggero calo, ma chiude comunque in seconda posizione con 22 punti, alle spalle della capolista Foggia. Alla prima giornata di ritorno, il Messina batte in casa il Verona (poi promosso) e si consolida al secondo posto in classifica. Tuttavia nel prosieguo del girone di ritorno, proprio in coincidenza con l'estromissione di Salvatore Massimino dal vertice societario da parte della moglie e dei figli, la squadra giallorossa ha un crollo inatteso, che dalle prime posizioni la fa precipitare nella lotta per la salvezza: dopo tre pesantissime sconfitte consecutive esterne a Reggio Emilia (4-1), Padova (5-1) e Ascoli (5-1) intervallate da due pareggi interni, a metà maggio, a cinque giornate dal termine del campionato, il Messina si ritrova con un solo punto di vantaggio sulla zona retrocessione e pertanto il tecnico viene esonerato. Le ultime partite vedono in panchina Tonino Colomban e Pietro Ruisi, che ottengono 6 punti, frutto di una vittoria e quattro pareggi, che consentono al Messina di mantenere la Serie B, salvandosi all'ultima giornata. Con 37 punti finali il Messina si è piazzato al 12º posto, con un solo punto di vantaggio sulla retrocessa Salernitana, che ha perso lo spareggio salvezza con il Cosenza. 
Con 10 reti (di cui una in Coppa Italia) Igor Protti ancora una volta è risultato il miglior marcatore stagionale dei siciliani, mentre Alberto Cambiaghi ha realizzato 7 centri. 
Nella Coppa Italia il Messina nel primo turno ha eliminato nel doppio confronto l'Ancona, venendo poi estremesso dal torneo nel secondo turno dal Bari, ai calci di rigore (3-5).

## Rosa
| N. |                   | Ruolo | Calciatore        |
| -- | ----------------- | ----- | ----------------- |
|    | Italia (bandiera) | P     | Beniamino Abate   |
|    | Italia (bandiera) | P     | Stefano Ciucci    |
|    | Italia (bandiera) | P     | Roberto Dore      |
|    | Italia (bandiera) | D     | Tiberio Ancora    |
|    | Italia (bandiera) | D     | Ugo Bronzini      |
|    | Italia (bandiera) | D     | Marco De Simone   |
|    | Italia (bandiera) | D     | Giorgio De Trizio |
|    | Italia (bandiera) | D     | Nicola Losacco    |
|    | Italia (bandiera) | D     | Maurizio Miranda  |
|    | Italia (bandiera) | D     | Marco Monza       |
|    | Italia (bandiera) | D     | Angelo Pace       |
|    | Italia (bandiera) | D     | Marco Materazzi   |
|    | Italia (bandiera) | C     | Antonio Amato     |
|    | Italia (bandiera) | C     | Gaetano Beninato  |

| N. |                   | Ruolo | Calciatore                      |
| -- | ----------------- | ----- | ------------------------------- |
|    | Italia (bandiera) | C     | Fulvio Bonomi                   |
|    | Italia (bandiera) | C     | Roberto Breda                   |
|    | Italia (bandiera) | C     | Massimo Ficcadenti              |
|    | Italia (bandiera) | C     | Francesco Fontana               |
|    | Italia (bandiera) | C     | Alfonso Adamo Primavera Messina |
|    | Italia (bandiera) | C     | Ciro Muro                       |
|    | Italia (bandiera) | C     | Italo Schiavi                   |
|    | Italia (bandiera) | A     | Alberto Cambiaghi               |
|    | Italia (bandiera) | A     | Massimo Cardelli                |
|    | Italia (bandiera) | A     | Vincenzo Onorato                |
|    | Italia (bandiera) | A     | Igor Protti                     |
|    | Italia (bandiera) | A     | Carmelo Puglisi                 |
|    | Italia (bandiera) | A     | Pasquale Traini                 |
|    | Italia (bandiera) | A     | Giuseppe Venticinque            |

## Risultati

### Serie B

#### Girone di andata
| Arbitro: | Merlino (Torre del Greco) |

|                                          |           |  |
| Fanna 47’ D. Pellegrini 59’ Pusceddu 82’ | Marcatori |  |

| Arbitro: | Fucci (Salerno) |

|             |           |  |
| Puglisi 31’ | Marcatori |  |

| Arbitro: | Cinciripini (Ascoli Piceno) |

|             |           |            |
| Cuicchi 87’ | Marcatori | 57’ Traini |

| Arbitro: | Luci (Firenze) |

|                          |           |  |
| Cambiaghi 71’ Protti 84’ | Marcatori |  |

| Arbitro: | Boggi (Salerno) |

|                     |           |                                                 |
| Bucaro 31’ List 45’ | Marcatori | 66’ (aut.) Baiano 76’ Cambiaghi 81’ Venticinque |

| Arbitro: | Guidi (Bologna) |

|               |           |           |
| Cambiaghi 71’ | Marcatori | 74’ Fonte |

| Cremona 21 ottobre 1990 7ª giornata | Cremonese         | 0 – 0 | Messina | Stadio Giovanni Zini\| Arbitro: \| Dal Forno (Ivrea) \| |
| Arbitro:                            | Dal Forno (Ivrea) |       |         |                                                         |

| Messina 28 ottobre 1990 8ª giornata | Messina         | 0 – 0 | Brescia | Stadio Giovanni Celeste\| Arbitro: \| Bettin (Padova) \| |
| Arbitro:                            | Bettin (Padova) |       |         |                                                          |

| Arbitro: | Frigerio (Milano) |

|  |           |               |
|  | Marcatori | 47’ Cambiaghi |

| Arbitro: | Quartuccio (Torre Annunziata) |

|           |           |  |
| Protti 4’ | Marcatori |  |

| Salerno 18 novembre 1990 11ª giornata | Salernitana         | 0 – 0 | Messina | Stadio Arechi\| Arbitro: \| F. Baldas (Trieste) \| |
| Arbitro:                              | F. Baldas (Trieste) |       |         |                                                    |

| Arbitro: | Cesari (Genova) |

|                                      |           |  |
| Ficcadenti 23’ Zanoncelli 75’ (aut.) | Marcatori |  |

| Arbitro: | Ceccarini (Livorno) |

|             |           |  |
| Marulla 27’ | Marcatori |  |

| Arbitro: | Merlino (Torre del Greco) |

|                   |           |               |
| Traini 10’ (rig.) | Marcatori | 13’ Pierleoni |

| Messina 16 dicembre 1990 15ª giornata | Messina           | 0 – 0 | Lucchese | Stadio Giovanni Celeste\| Arbitro: \| Pairetto (Torino) \| |
| Arbitro:                              | Pairetto (Torino) |       |          |                                                            |

| Arbitro: | Fabricatore (Roma) |

|                                                    |           |  |
| Antonaccio 13’ Pistella 55’, 80’ F. Signorelli 90’ | Marcatori |  |

| Messina 6 gennaio 1991 17ª giornata | Messina                     | 0 – 0 | Taranto | Stadio Giovanni Celeste\| Arbitro: \| Cinciripini (Ascoli Piceno) \| |
| Arbitro:                            | Cinciripini (Ascoli Piceno) |       |         |                                                                      |

| Arbitro: | Chiesa (Livorno) |

|                              |           |                                         |
| Dell'Anno 42’ Balbo 63’, 70’ | Marcatori | 39’ Protti 86’ (rig.) Traini 89’ Bonomi |

| Arbitro: | De Angelis (Civitavecchia) |

|          |           |                   |
| Muro 53’ | Marcatori | 27’ G. Deogratias |

#### Girone di ritorno
| Arbitro: | Rosica (Roma) |

|                                                     |           |                  |
| Traini 15’ (rig.) E. Rossi 72’ (aut.) Cambiaghi 90’ | Marcatori | 61’ (rig.) Prytz |

| Arbitro: | Guidi (Bologna) |

|            |           |            |
| Cerone 83’ | Marcatori | 74’ Protti |

| Messina 10 febbraio 1991 22ª giornata | Messina         | 0 – 0 | Modena | Stadio Giovanni Celeste\| Arbitro: \| Monni (Sassari) \| |
| Arbitro:                              | Monni (Sassari) |       |        |                                                          |

| Arbitro: | Magni (Bergamo) |

|             |           |  |
| Scienza 79’ | Marcatori |  |

| Arbitro: | Longhi (Roma) |

|  |           |                         |
|  | Marcatori | 78’ Baiano 90’ Rambaudi |

| Arbitro: | Iori (Parma) |

|                             |           |  |
| Fonte 7’ Cinello 53’ (rig.) | Marcatori |  |

| Messina 17 marzo 1991 26ª giornata | Messina                       | 0 – 0 | Cremonese | Stadio Giovanni Celeste\| Arbitro: \| Boemo (Cervignano del Friuli) \| |
| Arbitro:                           | Boemo (Cervignano del Friuli) |       |           |                                                                        |

| Arbitro: | Fucci (Salerno) |

|            |           |  |
| Giunta 53’ | Marcatori |  |

| Arbitro: | De Angelis (Civitavecchia) |

|            |           |  |
| Bonomi 91’ | Marcatori |  |

| Arbitro: | Boggi (Salerno) |

|                                                   |           |               |
| D. Morello 11’ Bergamaschi 26’ Ravanelli 55’, 75’ | Marcatori | 60’ Cambiaghi |

| Arbitro: | Bazzoli (Merano) |

|                   |           |                 |
| Protti 34’ (rig.) | Marcatori | 47’ (rig.) Pasa |

| Arbitro: | Mughetti (Cesena) |

|                                                         |           |            |
| Galderisi 19’, 39’ (rig.) Rizzolo 24’, 89’ Di Livio 29’ | Marcatori | 38’ Traini |

| Arbitro: | Cinciripini (Ascoli Piceno) |

|                         |           |                      |
| Breda 34’ De Trizio 88’ | Marcatori | 65’ Aimo 86’ Galeano |

| Arbitro: | Quartuccio (Torre Annunziata) |

|                                                      |           |            |
| W. Casagrande 4’ (rig.), 27’, 78’ Cvetkovic 39’, 58’ | Marcatori | 41’ Bonomi |

| Lucca 19 maggio 1991 34ª giornata | Lucchese | 0 – 0 | Messina | Stadio Porta Elisa\| Arbitro: \| Rosica \| |
| Arbitro:                          | Rosica   |       |         |                                            |

| Arbitro: | Guidi (Bologna) |

|                              |           |  |
| Protti 8’, 13’ Cambiaghi 77’ | Marcatori |  |

| Taranto 2 giugno 1991 36ª giornata | Taranto      | 0 – 0 | Messina | Stadio Erasmo Iacovone\| Arbitro: \| Iori (Parma) \| |
| Arbitro:                           | Iori (Parma) |       |         |                                                      |

| Arbitro: | Felicani (Bologna) |

|                                    |           |                         |
| Susic 24’ (aut.) Protti 78’ (rig.) | Marcatori | 22’ Marronaro 73’ Balbo |

| Arbitro: | Bettin (Padova) |

|               |           |            |
| Tovalieri 38’ | Marcatori | 40’ Protti |

### Coppa Italia

#### Primo turno
| Arbitro: | Bruni (Arezzo) |

|                                    |           |                            |
| Bertarelli 52’ Di Carlo 82’ (rig.) | Marcatori | 19’ Venticinque 70’ Traini |

| Arbitro: | Dal Forno (Ivrea) |

|            |           |            |
| Protti 65’ | Marcatori | 11’ Ermini |

#### Secondo turno
| Bari 5 settembre 1990 Andata | Bari             | 0 – 0 | Messina | Stadio San Nicola\| Arbitro: \| Cardona (Milano) \| |
| Arbitro:                     | Cardona (Milano) |       |         |                                                     |

| Arbitro: | Fabricatore (Roma) |

|                                    |                      |                                                |
| Bonomi Cambiaghi Miranda De Trizio | Tiri di rigore 3 – 5 | João Paulo Laureri Gérson Di Gennaro Scarafoni |

## Statistiche

### Statistiche di squadra
| Competizione | Punti | In casa | In casa | In casa | In casa | In casa | In casa | In trasferta | In trasferta | In trasferta | In trasferta | In trasferta | In trasferta | Totale | Totale | Totale | Totale | Totale | Totale | DR  |
| Competizione | Punti | G       | V       | N       | P       | Gf      | Gs      | G            | V            | N            | P            | Gf           | Gs           | G      | V      | N      | P      | Gf     | Gs     | DR  |
| ------------ | ----- | ------- | ------- | ------- | ------- | ------- | ------- | ------------ | ------------ | ------------ | ------------ | ------------ | ------------ | ------ | ------ | ------ | ------ | ------ | ------ | --- |
| Serie B      | 37    | 19      | 7       | 11      | 1       | 21      | 11      | 19           | 2            | 8            | 9            | 13           | 34           | 38     | 9      | 19     | 10     | 34     | 45     | -11 |
| Coppa Italia |       | 2       | 0       | 2       | 0       | 1       | 1       | 2            | 0            | 2            | 0            | 2            | 2            | 4      | 0      | 4      | 0      | 3      | 3      | 0   |
| Totale       |       | 21      | 7       | 13      | 1       | 22      | 12      | 21           | 2            | 10           | 9            | 15           | 36           | 42     | 9      | 23     | 10     | 37     | 48     | -11 |

### Statistiche dei giocatori
| Giocatore      | Serie B  | Serie B | Serie B     | Serie B    | Coppa Italia | Coppa Italia | Coppa Italia | Coppa Italia | Totale   | Totale | Totale      | Totale     |
| Giocatore      | Presenze | Reti    | Ammonizioni | Espulsioni | Presenze     | Reti         | Ammonizioni  | Espulsioni   | Presenze | Reti   | Ammonizioni | Espulsioni |
| -------------- | -------- | ------- | ----------- | ---------- | ------------ | ------------ | ------------ | ------------ | -------- | ------ | ----------- | ---------- |
| B. Abate       | 37       | -40     | ?           | ?          | 4            | -3           | ?            | ?            | 41       | -43    | ?           | ?          |
| A. Amato       | 2        | 0       | ?           | ?          | -            | -            | -            | -            | 2        | 0      | 0+          | 0+         |
| T. Ancora      | 1        | 0       | ?           | ?          | -            | -            | -            | -            | 1        | 0      | 0+          | 0+         |
| G. Beninato    | 8        | 0       | ?           | ?          | -            | -            | -            | -            | 8        | 0      | 0+          | 0+         |
| F. Bonomi      | 36       | 3       | ?           | ?          | 4            | 0            | ?            | ?            | 40       | 3      | ?           | ?          |
| R. Breda       | 24       | 1       | ?           | ?          | -            | -            | -            | -            | 24       | 1      | 0+          | 0+         |
| U. Bronzini    | 16       | 0       | ?           | ?          | -            | -            | -            | -            | 16       | 0      | 0+          | 0+         |
| A. Cambiaghi   | 36       | 7       | ?           | ?          | 4            | 0            | ?            | ?            | 40       | 7      | ?           | ?          |
| M. Cardelli    | 5        | 0       | ?           | ?          | 1            | 0            | ?            | ?            | 6        | 0      | ?           | ?          |
| M. De Simone   | 14       | 0       | ?           | ?          | 3            | 0            | ?            | ?            | 17       | 0      | ?           | ?          |
| G. De Trizio   | 31       | 1       | ?           | ?          | 4            | 0            | ?            | ?            | 35       | 1      | ?           | ?          |
| R. Dore        | 1        | -5      | ?           | ?          | -            | -            | -            | -            | 1        | -5     | 0+          | 0+         |
| M. Ficcadenti  | 33       | 1       | ?           | ?          | 1            | 0            | ?            | ?            | 34       | 1      | ?           | ?          |
| F. Fontana     | 2        | 0       | ?           | ?          | -            | -            | -            | -            | 2        | 0      | 0+          | 0+         |
| N. Losacco     | 13       | 0       | ?           | ?          | 4            | 0            | ?            | ?            | 17       | 0      | ?           | ?          |
| M. Miranda     | 35       | 0       | ?           | ?          | 4            | 0            | ?            | ?            | 39       | 0      | ?           | ?          |
| M. Monza       | 5        | 0       | ?           | ?          | 4            | 0            | ?            | ?            | 9        | 0      | ?           | ?          |
| C. Muro        | 30       | 1       | ?           | ?          | 3            | 0            | ?            | ?            | 33       | 1      | ?           | ?          |
| V. Onorato     | 7        | 0       | ?           | ?          | -            | -            | -            | -            | 7        | 0      | 0+          | 0+         |
| A. Pace        | 24       | 0       | ?           | ?          | -            | -            | -            | -            | 24       | 0      | 0+          | 0+         |
| I. Protti      | 35       | 9       | ?           | ?          | 3            | 1            | ?            | ?            | 38       | 10     | ?           | ?          |
| C. Puglisi     | 29       | 1       | ?           | ?          | 3            | 0            | ?            | ?            | 32       | 1      | ?           | ?          |
| I. Schiavi     | 33       | 0       | ?           | ?          | 4            | 0            | ?            | ?            | 37       | 0      | ?           | ?          |
| P. Traini      | 32       | 5       | ?           | ?          | 4            | 1            | ?            | ?            | 36       | 6      | ?           | ?          |
| G. Venticinque | 6        | 1       | ?           | ?          | 2            | 1            | ?            | ?            | 8        | 2      | ?           | ?          |